# Ligne d'Aillevillers à Port-d'Atelier-Amance
La ligne d'Aillevillers à Port-d'Atelier-Amance est une ancienne et courte ligne ferroviaire française du département de la Haute-Saône qui reliait Aillevillers, sur la ligne de Blainville - Damelevières à Lure, à Port-d'Atelier-Amance, sur la ligne de Paris-Est à Mulhouse-Ville. Elle était utilisée par certaines relations de Nancy à Dijon et au-delà.
Elle constituait la ligne no 057 000 du réseau ferré national. Historiquement, elle constituait la ligne 165 dans l'ancienne numérotation SNCF des lignes de la région Est après avoir été la ligne 162 à l'époque de la Compagnie des chemins de fer de l'Est.

## Historique
Le décret du 17 août 1853 avait concédé à la Compagnie du chemin de fer de Paris à Strasbourg en même temps qu'une ligne de Paris à Mulhouse, une ligne de Nancy à Gray par Épinal et Vesoul. Cette société a été absorbée par la Compagnie des chemins de fer de l'Est le 21 janvier 1854 qui en a repris la concession. Le tracé initialement prévu par Vesoul passera finalement par Port-d'Atelier-Amance où elle sera greffée sur la ligne Paris-Est – Mulhouse.
La ligne est mise en service le 4 février 1860. Il s'agit de l'itinéraire primitif reliant Nancy au sud de la France, et ceci à partir de l'ouverture du maillon manquant Épinal – Aillevillers le 24 septembre 1863. Puis, avec l'ouverture du tronçon Neufchâteau – Merrey le 11 février 1884 une liaison plus directe entre Nancy, Culmont - Chalindrey et Dijon devient disponible une vingtaine d'années plus tard. Dès lors, le gros du trafic ne passe plus par Aillevillers et Gray.
La vocation principale de la ligne était de donner à Épinal, chef-lieu du département des Vosges un débouché vers le sud de la France via la gare de Culmont - Chalindrey. Elle accueillait également des trains reliant les Vosges à Paris. À titre d'exemple, en été 1966, circulaient l'express 405/406 / 407/408 « Train des Eaux », l'express DN / ND Metz – Lyon-Perrache, l'autorail rapide ZD/DZ Metz Ville – Dijon-Ville et l'express nocturne DE / ED Metz – Vintimille avec voitures directes pour Saint-Gervais. Ce train était remplacé par l'express 1615/1616 / 1617/1618 Épinal – Culmont Chalindrey en dehors de la saison estivale et comportait des voitures directes Épinal – Nice-Ville avec des couchettes de première et seconde classe. Mais hormis ces trains de nuit et les trains ZD/DZ, les autres trains n'étaient que saisonniers. Le DN / ND ne circulait que du 25 juin au 24 septembre et le « Train des Eaux » circulait trois fois par semaine et par sens pendant cette période et seulement le samedi (à l'aller) et le dimanche (au retour) en dehors de cette période. Trois tranches composaient cette relation : Gérardmer – Paris, Plombières-les-Bains – Paris et Épinal – Clermont-Ferrand, ainsi qu'une voiture-restaurant Épinal – Paris.
Le train était reformé à Culmont - Chalindrey avec des voitures directes en provenance de Mirecourt, Vittel et Contrexéville acheminées par le train Metz Ville – Clermont-Ferrand lui aussi composé de tranches multiples. Après la suppression du « Train des Eaux », la liaison Épinal – Clermont-Ferrand via Paray-le-Monial est reprise par un autorail Express puis par un turbotrain Metz-Ville – Clermont-Ferrand. Cette relation de Metz-Ville à Clermont-Ferrand passait trois fois par semaine par Épinal et trois autres jours par Mirecourt, Vittel et Contrexéville et ce jusqu'à la fin des années 1980.
La ligne a perdu son trafic omnibus avant 1960 et les trains la parcouraient depuis lors sans arrêt commercial, avec un temps de parcours de 20 min (soit une vitesse commerciale de 90 km/h). Les derniers trains proposés étaient les voitures directes de fin de semaine d'Épinal à Nice par Culmont - Chalindrey et l'autorail express quotidien d'Épinal pour Culmont - Chalindrey établissant la correspondance avec l'express diurne Metz Ville – Nice et retour. Ces trains étaient déficitaires et classés express d'intérêt régional (EIR) en 1990. Avant même l'intégration des EIR dans les TER à compter de l'exercice 1993, soit avant que la SNCF n'essaie de se faire rembourser les déficits des EIR par les régions, elle supprime les trains subsistants avec l'entrée en vigueur du service d'été 1991, le 1er juin 1991. Cette mesure signifie la fermeture de la ligne au service voyageurs. Il n'y a pas de service routier de substitution à proprement parler, mais la SNCF met en place des autocars de rabattement depuis Épinal vers la gare de Neufchâteau, où ils établissent la correspondance avec les trains grandes lignes de la relation Metz – Lyon.
La ligne est déclassée (PK 94,900 à 123,550) le 9 octobre 1998. Son problème a été un potentiel local trop faible, même en tenant compte de celui d'Épinal, pour justifier la mise en place de trains grandes lignes origine / destination Épinal. De ce fait, hormis le « Train des Eaux », l'offre grandes lignes a été organisée en détournant des trains des relations Metz – Dijon et Strasbourg – Dijon de leurs itinéraires les plus courts, au détriment du temps de voyage. La relation voisine de Nancy à Merrey était par ailleurs dans le même cas.

## Infrastructure
C'était une ligne à double voie au bon profil, les déclivités ne dépassaient pas 7 ‰.

## Galerie de photographies

Quelques vues de la ligne
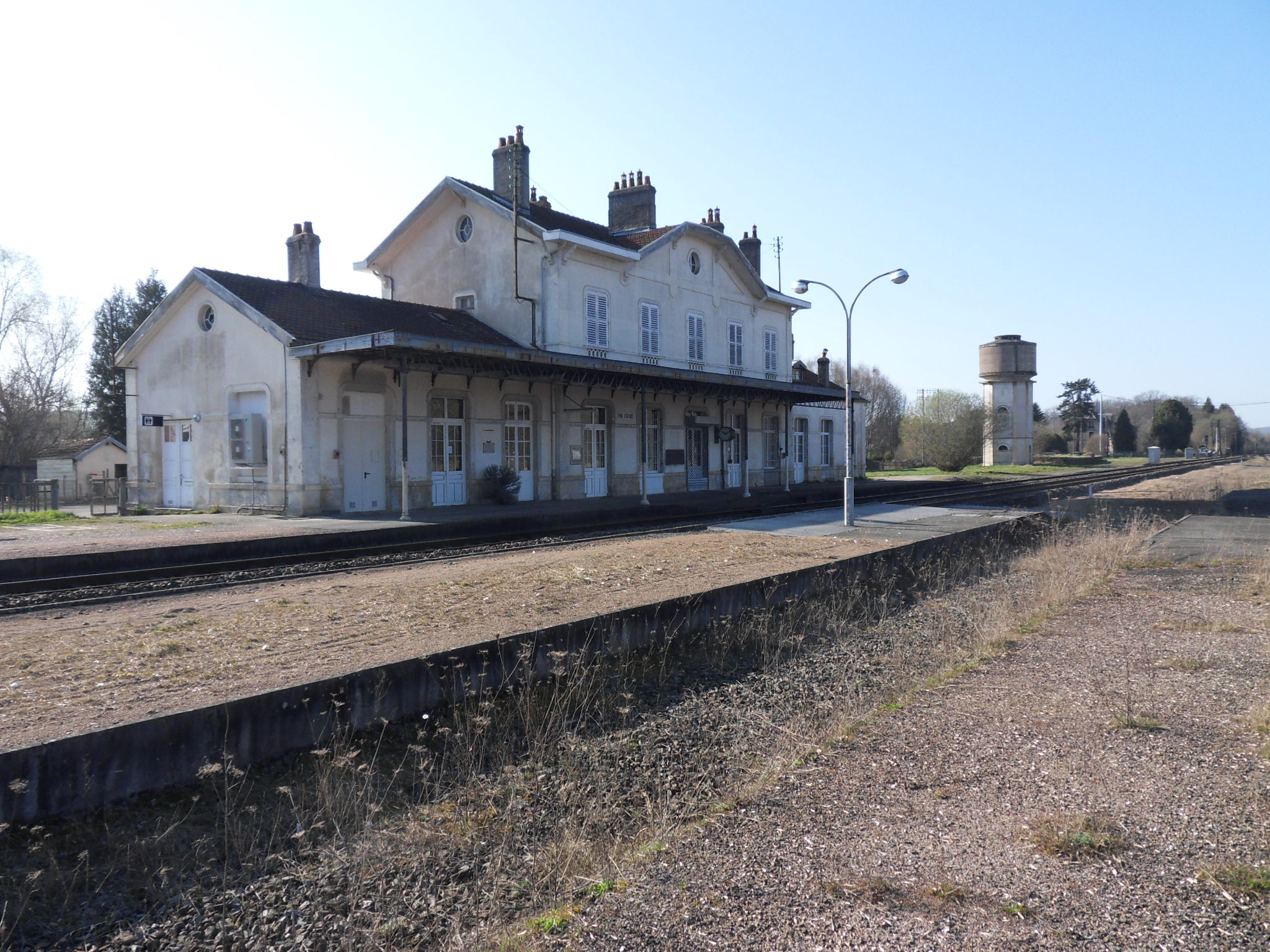
Port-d'Atelier-AmanceGare d'extrémité de la ligne.
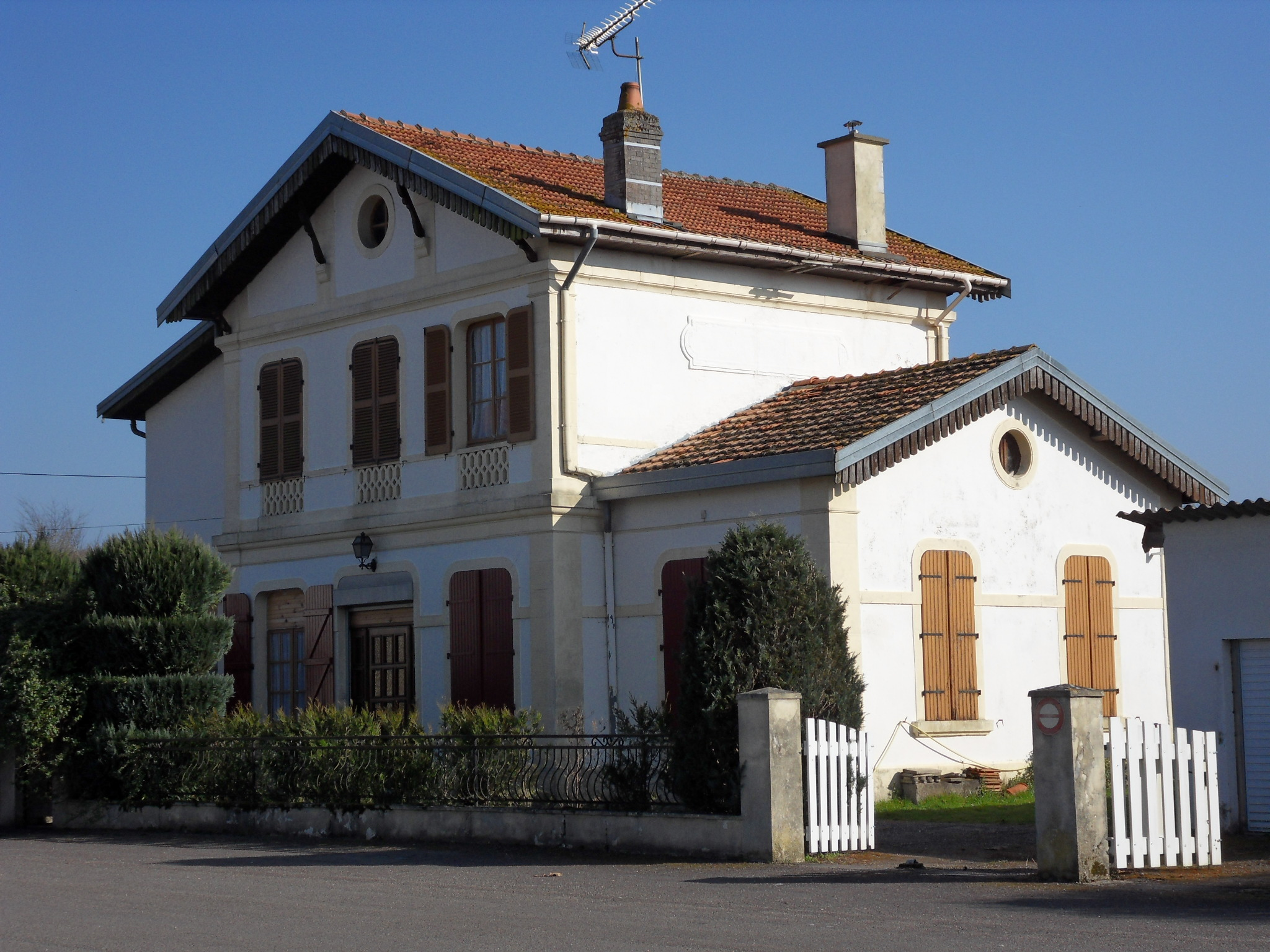
Faverney L'ancien bâtiment voyageurs côté cour voyageurs.
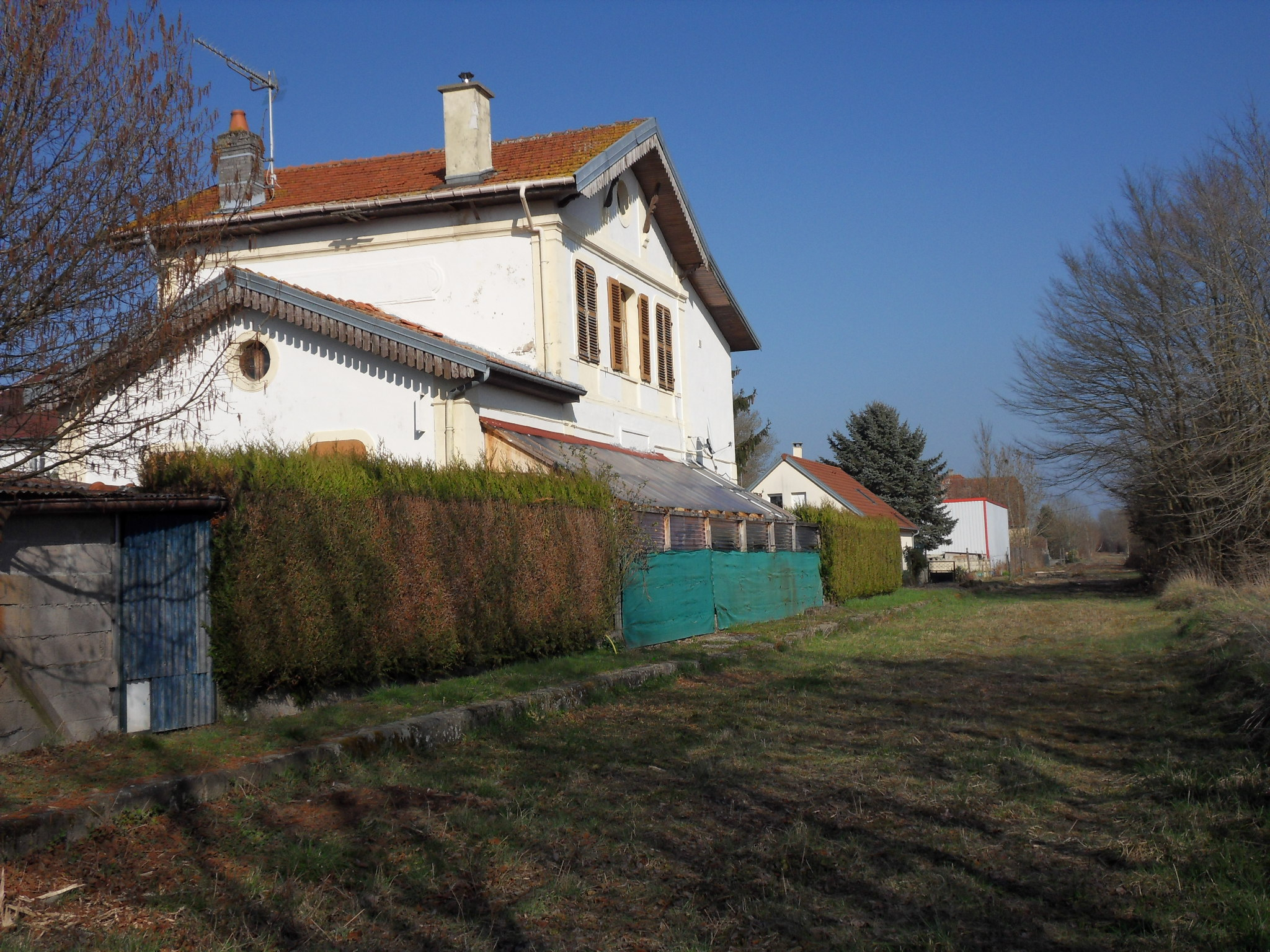
Faverney L'ancien bâtiment voyageurs, côté voies.
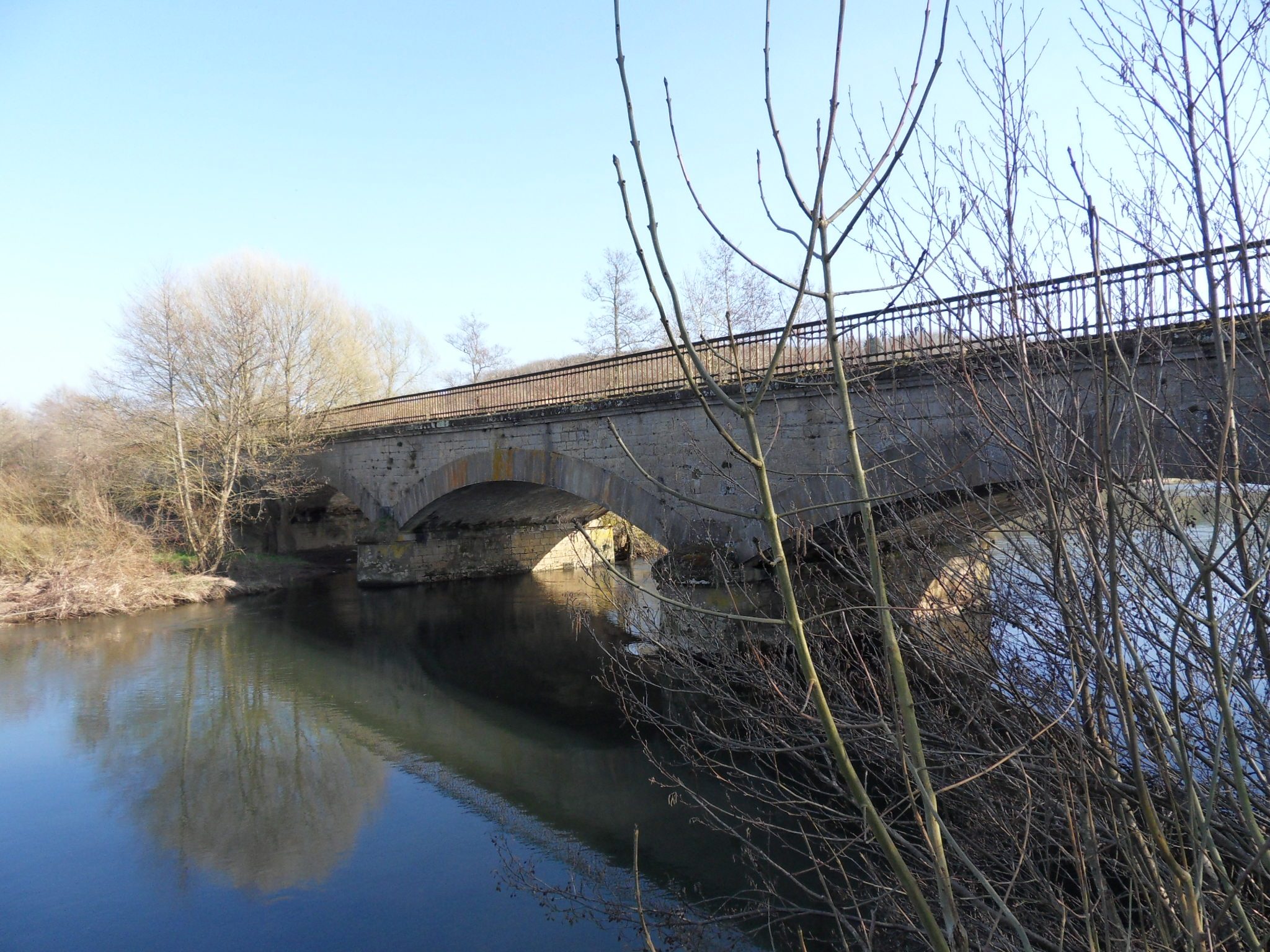
FaverneyLe pont ferroviaire sur la Lanterne.
 47° 45′ 54,1″ N, 6° 06′ 27,39″ E